# Guettarda grazielae
Guettarda grazielae är en måreväxtart som beskrevs av M.R.Barbosa. Guettarda grazielae ingår i släktet Guettarda och familjen måreväxter. Inga underarter finns listade i Catalogue of Life.